# Wieża św. Lucjana
Wieża Św. Lucjana (St Lucian Tower) – jedna z grupy pięciu umocnionych kamiennych wież obserwacyjnych zbudowana za czasów wielkiego mistrza Kawalerów maltańskich Alofa de Wignacourt w okresie pomiędzy latami 1610–1649.  Wieże Wignacourta różnią się od wież Lascarisa oraz wież De Redina. Nie są prostymi wieżami obserwacyjnymi, a w zasadzie sporymi fortyfikacjami umożliwiającymi stawianie oporu i stanowiącymi schronienie dla załogi.
Wieża Św. Lucjana została zbudowana w latach 1610–1611 na wysuniętym cyplu wewnątrz zatoki Marsaxlokk na zachodniej części wyspy Malta. Zaprojektowana została przez maltańskiego architekta Vittorio Cassara. Znajduje się pomiędzy miejscowościami Marsaxlokk a Birżebbuġa. W czasach wiktoriańskich Brytyjczycy wykorzystali wieżę jako centrum jednego z fortów. Została otoczona kaponierami i stanowiła część sieci fortów broniących zatoki Marsaxlokk.
Wieża jest administrowana przez Malta Aquaculture Research. Została wpisana na listę National Inventory of the Cultural Property of the Maltese Islands pod numerem 0022.